# Inch'Allah
„Inch'Allah“ је позната песма коју је компоновао и отпевао Салватор Адамо 1967. Текстове је написао Адамо као мировну песму Шестодневног рата између Израела и арапских држава Па ипак, песма је била забрањена у готово свим арапским земљама због тога што они наводно доживљавају про-израелска осећања у песми и помињање Јерусалима као јеврејског града након што је он пао током арапско-израелског рата под израелску контролу.

## Листа песама
45то минутно издање укључује следеће песме:

## Верзије
Песма је постала велики Адамов хит у верзији на француском језику боравећи на Француској Хит Паради 8 месеци. Остао је упамћен заједно са још једном његовом песмом Tombe la neige.
Он је такође певао песму заједно са Амалијом Родригез, а заузврат та песма је такође постала песма у њеном репертоару, као и у њеним наступима уживо. Адамо је такође објавио многе језичке верзије Inch'Allah, поред француског, још и на енглеском, италијанском и другим.
Он је такође имао велики повратак са Калоџером 2008. године, након укључивања њега у дует у Адамовом албуму Le Bal des gens bien.

## Текст
-{J'ai vu l'orient dans son écrin avec la lune pour bannière

Et je comptais en un quatrain chanter au monde sa lumière
Mais quand j'ai vu Jérusalem, coquelicot sur un rocher,
 
J'ai entendu un requiem quand, quand sur lui, je me suis penché.
Ne vois-tu pas, humble chapelle, toi qui murmures "paix sur la terre",
 
Que les oiseaux cachent de leurs ailes ces lettres de feu: "Danger frontière!"
Le chemin mène à la fontaine. Tu voudrais bien remplir ton seau.

Arrête-toi, Marie-Madeleine: pour eux, ton corps ne vaut pas l'eau.
Inch'Allah Inch'Allah Inch'Allah Inch'Allah
Et l'olivier pleure son ombre, sa tendre épouse, son amie

Qui repose sous les décombres prisonnières en terre ennemie.
Sur une épine de barbelés, le papillon guette la rose.

Les gens sont si écervelés qu'ils me répudieront si j'ose.
Dieu de l'enfer ou Dieu du ciel, toi qui te trouves ou bon te semble,
 
Sur cette terre d'Israël, il y a des enfants qui tremblent.
Inch'Allah Inch'Allah Inch'Allah Inch'Allah
Les femmes tombent sous l'orage. Demain, le sang sera lavé.

La route est faite de courage: une femme pour un pavé
Mais oui: j'ai vu Jérusalem, coquelicot sur un rocher.

J'entends toujours ce requiem lorsque, sur lui, je suis penché, 
Requiem pour 6 millions d'âmes qui n'ont pas leur mausolée de marbre

Et qui, malgré le sable infâme, ont fait pousser 6 millions d'arbres.
Inch'Allah Inch'Allah Inch'Allah Inch'Allah
}-